# DAITAN!
「DAITAN！」（だいたん）は、2020年9月9日にSony Music Recordsから発売された、日本のシンガーソングライター・miwaの27枚目となるシングル。

## 概要
表題曲は、テレビ朝日系 土曜ナイトドラマ『妖怪シェアハウス』の主題歌として制作された、ロックサウンド曲調のナンバーである。歌詞に陰陽道の文字を唱えたり、新型コロナの影響を受けてソーシャル・ディスタンスなどの関連用語が使われている。メジャーデビュー10周年以降では、CDシングルとしては初のリリースとなる。
表題曲のリリックビデオが2020年8月7日に限定公開されている。

## 収録曲

### 初回生産限定盤

#### CD
1. DAITAN！
  - テレビ朝日系土曜ナイトドラマ『妖怪シェアハウス』主題歌
2. Look At Me Now
  - 不二家「ルック」CMソング
3. Who I Am
  - 2019年にロサンゼルスで制作[7]。2020年3月20日にデジタルリリース。
4. DAITAN！(Instrumental)

M2、M3は先行してデジタルシングルリリースされていた。

#### DVD
1. DAITAN！Music Video
2. DAITAN！Music Video メイキング

### 通常盤
初回生産限定版のCDと同内容。